# Gliese 445

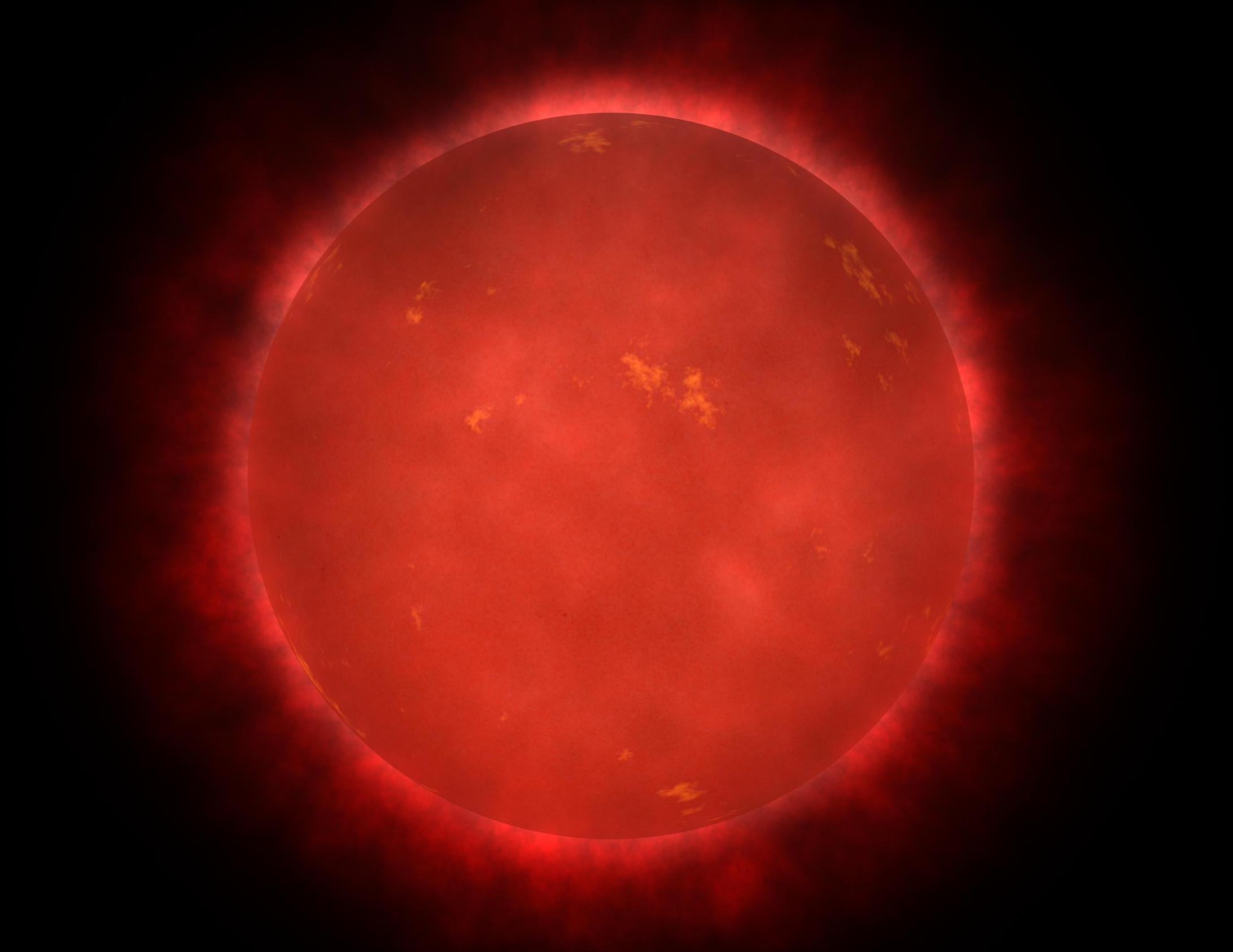
Imagem ilustrativa de Gliese 445.

Gliese 445 (também conhecida por Gl 445) é uma estrela da sequência principal do tipo M localizada na constelação de Camelopardalis, perto de Polaris. Está atualmente a 17,6 anos-luz de distância a partir do Sol e tem uma magnitude aparente de 10,8. É visível ao norte do Trópico de Câncer durante toda a noite, mas não a olho nu. Devido a estrela ser uma anã vermelha com uma massa de apenas um quarto a um terço do que a do nosso Sol, cientistas questionam a capacidade do sistema para suportar a vida. Gliese 445 também é uma fonte conhecida de raios X.
Segundo cálculos da NASA, a sonda espacial Voyager 1 passará a 1,6 anos-luz de distância de Gliese 445 no ano 40.272,  porém, dezenas de milênios após ela ter cessado suas operações.